# 牧港補給地区補助施設
牧港補給地区補助施設 (まきみなとほきゅうちくほじょしせつ 英語 Machinato Service Area Annex) は、沖縄県浦添市字牧港にあった米軍施設で、米軍基地「牧港補給地区」に付随する面積約1,227㎡の米軍施設。施設番号はFAC6057。米陸軍の第7心理作戦部隊の施設であり、プロパガンダ刊行物の印刷工場や放送局も備えていた。沖縄返還前に米軍が発行し、学校や図書館や家庭に無料で配布されていた月刊誌『今日の琉球』『守礼の光』はここで印刷された。

## 概要
牧港補給地区 (キャンプ・キンザー) に司令部を持つ第7心理作戦群 (7th PSYOP) の補助施設として民間の倉庫を借り上げる形で利用していた。
1968年7月: 牧港の民間会社の倉庫の一部を米軍が借上げ使用。
- 旧称: 「第7心理作戦部隊倉庫」7th PSYOP Group Warehouse[1]

- 改称: 「牧港補給補助施設」Machinato Service Area Annex

| FAC6056 | 牧港補給地区         | 牧港補給地区        |            |
| FAC6057 | 牧港補給地区補助施設 | 第7心理作戦部隊倉庫 | 1993年返還 |
| FAC6057 | 牧港補給地区補助施設 | 牧港海軍倉庫        | 1993年返還 |

1972年5月15日: 沖縄返還協定で「第７心理作戦部隊倉庫」と「牧港海軍倉庫」が統合され「牧港補給地区補助施設」となる。
- 場所: 浦添市牧港一丁目[2]
- 面積: ：約1,227㎡

1973年10月11日: 陸軍から海軍に移管。

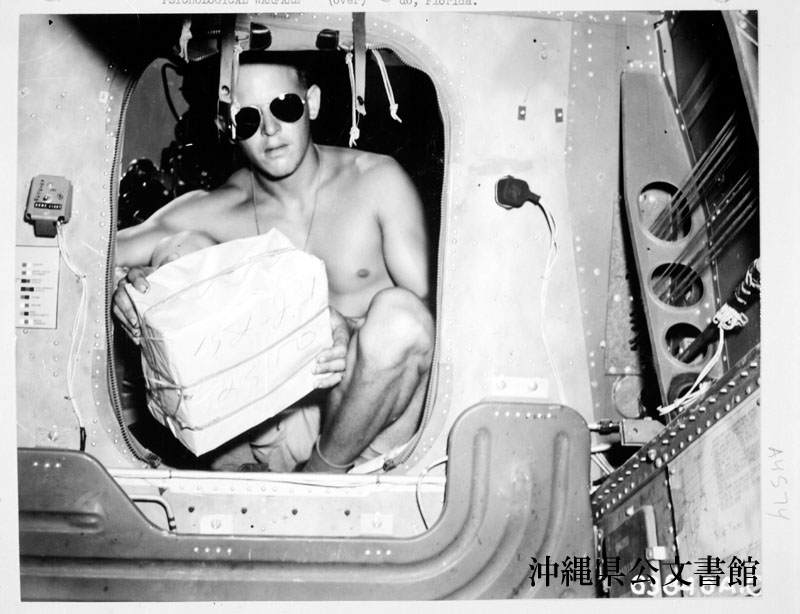
九州で戦線に立つ日本軍に向けてビラを投下する準備をするA-26の後方砲手。心理作戦部隊は10万枚のビラを撒いたと記録されている。(沖縄公文書館所蔵)

1993年3月31日: 全返還

## 第7心理作戦群

### 沖縄戦後の心理作戦部隊

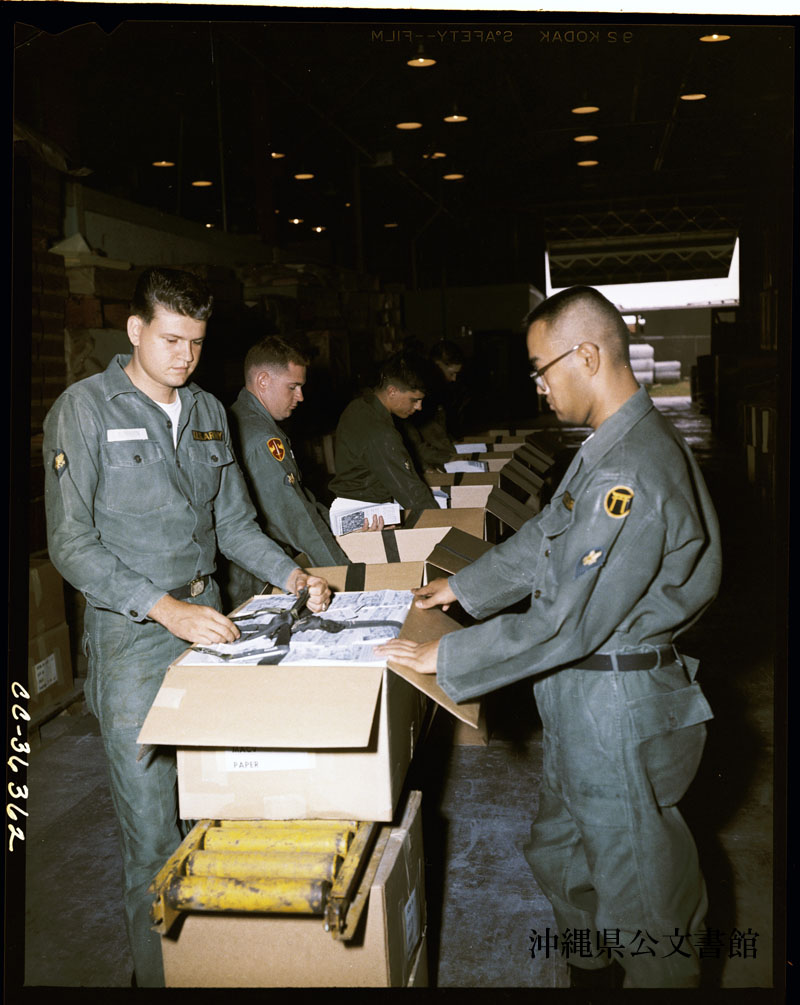
牧港補給地区の米陸軍心理作戦部隊が印刷物を梱包する。 1966年9月 (沖縄公文書館所蔵)

硫黄島の戦闘以降、米軍は心理戦の重要性を大きく認識し、沖縄戦で諜報やプロパガンダや宣撫戦略を専門とする心理戦部隊が活躍した。戦後もまた沖縄は米軍の心理作戦部隊の本拠地であり続けた。
第7心理戦部隊 (7th Psychological Operations Group) は、米国陸軍の心理作戦部隊 (psychological operations: PSYOP) として1965年8月19日に沖縄で組織され、10月20日に牧港補給地区 (キャンプ・キンザー) に司令部をおいて始動した。極東地域の米陸軍によるプロパガンダ・宣撫活動を担った。朝鮮半島やベトナムなどへのラジオ放送やビラの印刷と、沖縄の宣撫政策の一環として『守礼の光』や『今日の琉球』などの印刷・出版を担った。また、日本と沖縄とは異なる文化を持つことを強調しながら、いかにアメリカ軍が沖縄の福祉や教育などに貢献しているかをアピールするラジオ番組も放送した。
| 施設番号 | 名称                 | 第7心理作戦群       |
| -------- | -------------------- | ------------------- |
| FAC6056  | 牧港補給地区         | 司令部              |
| FAC6057  | 牧港補給地区補助施設 | 第7心理作戦部隊倉庫 |
| FAC6034  | 平良川通信所         | ラジオ隊            |

| 「                                                | ベトナム戦争を続けていく上で、物資の輸送兵士の訓練、嘉手納基地の自由使用、それに心理作戦や特殊部隊の活動など、沖縄は極めて重要な拠点でした。その為にアメリカは沖縄の基地を沖縄の人々の反対なく自由に使いたかったし、そればかりか労働としても必要だったのです | 」 |
| —元陸軍通信隊将校（Qリポート 米軍の宣撫工作より） | |    |

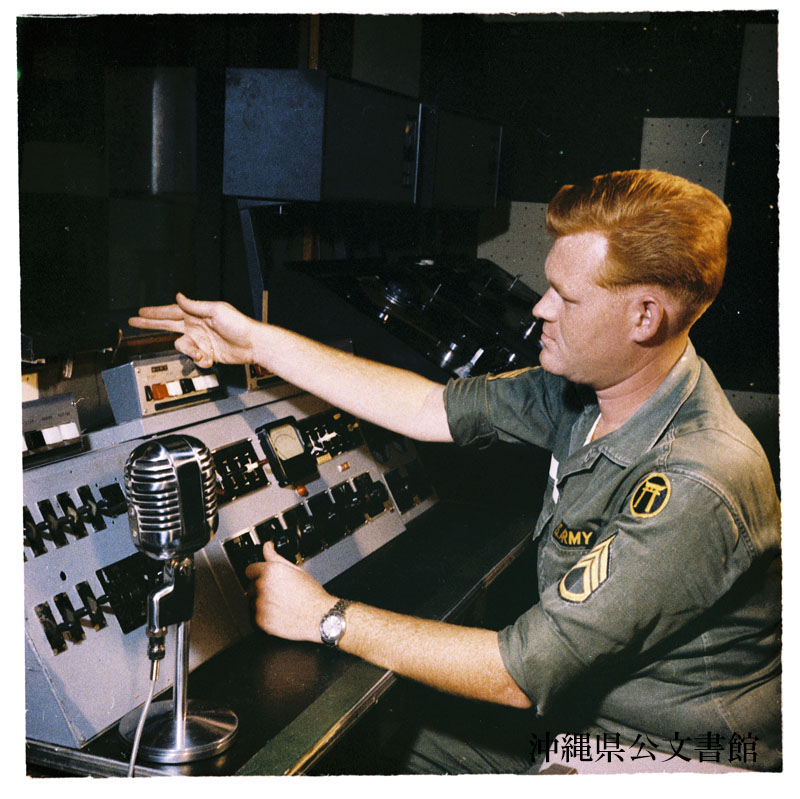
米陸軍心理作戦部隊はラジオ放送局も運営した。

沖縄の牧港補給地区 (キャンプ・キンザー) に司令本部をおく第7心理戦部隊 (7th PSYOP) は、10 の部隊で構成され、沖縄だけでなく、日本本土や朝鮮半島、台湾、 タイ、ベトナム、つまり極東アジア地域に展開する心理戦部隊であった。VUNC (国連軍総司令部放送) の番組制作だけではなく、心理戦で使用される印刷物の作成と印刷も担った。米陸軍心理印刷中隊 (US Army Psychological Printing Company) では大量のプロパガンダ出版物が印刷された。在韓米軍の兵士向けの雑誌のほか、韓国軍や警察関係者に無料で配布される雑誌『自由の友』も50 万部発行していた。
沖縄の日本返還にともない、1973年10月11日に沖縄から撤退、ノースカロライナ州フォートブラッグに本部を移転したが、1974年6月30日にその地で解散した。その後、再び再結成され1975年10月30日にカリフォルニア州サンフランシスコ・プレシディオに本部を移した。
第15心理戦分遣隊 (戦略任務隊)

琉球列島米国高等弁務官府による沖縄住民の向けの月刊誌『守礼の光』（97,000 部）の発行、韓国向けのVUNC放送、沖縄の民放放送の番組制作も手がけた。

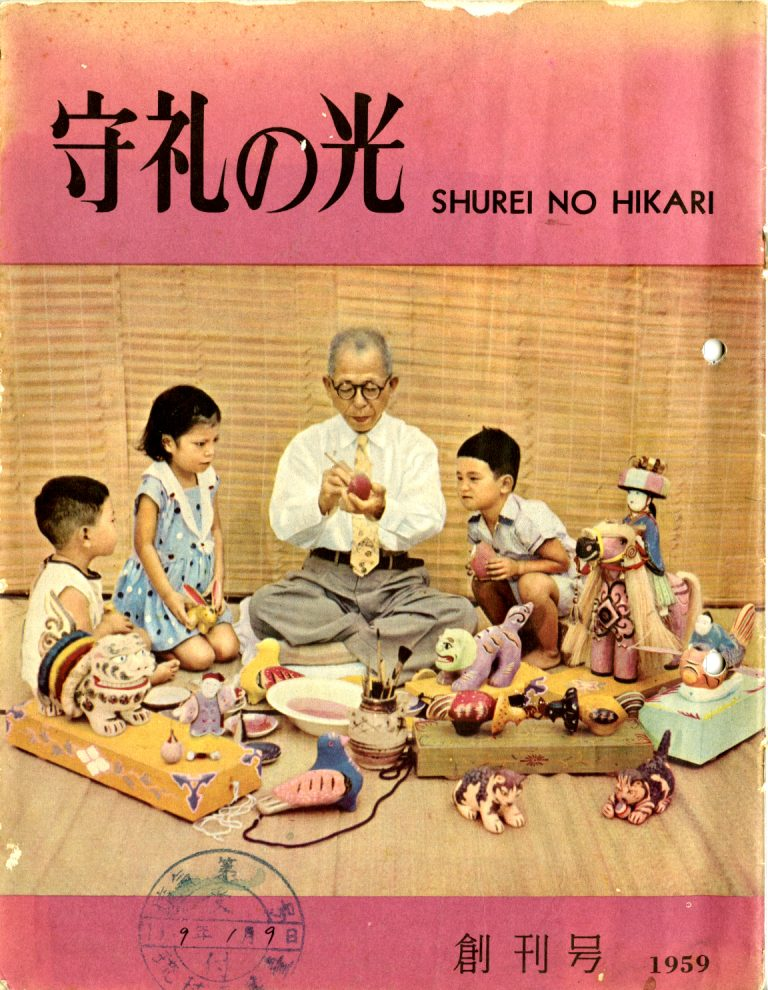
牧港補給地区補助施設で米陸軍第7心理戦部隊が編集していた『守礼の光』。創刊号は1959年。カラーで約10万部印刷され、無料で配布されていた。(沖縄県公文書館所蔵)

### 『守礼の光』
米陸軍の第7心理作戦部隊が印刷した琉球列島米国民政府の『守礼の光』は1959年に創刊され、各所に無料で配布された。沖縄返還の1972年まで発行された。銃剣とブルドーザーによる土地の強制接収や性暴力を含む米兵の犯罪と不平等な司法への憤りで島ぐるみ闘争がもりあがるさなか、米軍は琉球ナショナリズムを強調し、贅沢なカラー写真で人目をひく写真月刊誌の形態をとったプロパガンダ雑誌を無料配布した。高まる米軍への批判をなんとか宣撫し、離日意識を高めることを目的とするものであった。1968年の記録によれば、沖縄の人口の1割に近い9万2千の発行数を印刷し、学校や病院や家庭に配布した。アメリカの圧倒的な経済力と印刷技術を誇示するかのような美しい装丁で、かつ日本とは異なる沖縄の文化や言葉などを大きく扱った記事は、アメリカの沖縄離日政策のひとつであり、米国研究者による沖縄研究が反映された心理戦の一つであった。
これらの米軍による贅沢な刊行物は、当時は米軍プロパガンダの「紙バクダン」と揶揄されたりもしたが、沖縄で米軍が占領政策を持続するため、どのような心理戦を展開していたかを知ることができる一級資料である。不二出版は2012年と2013年にこの『守礼の光』と『今日の琉球』の全刊行物をDVD版にまとめて出版した。

## 沖縄返還と第7心理戦部隊
沖縄返還を目前に、1971年6月30日にVUNCは廃止され、また1972年には第7心理戦部隊はアメリカ本土に移転した。

## 参考項目
沖縄の米軍基地
- 牧港補給地区
- 平良川通信所
- VOA通信所

心理戦 > アメリカ陸軍民事活動および心理作戦司令部